# كفر صناديد
كفر صناديد إحدى قرى مركز تلا التابع لمحافظة المنوفية بجمهورية مصر العربية.

## السكان
بلغ عدد سكان كفر صناديد 4,029 نسمة، حسب الإحصاء الرسمي لعام 2006.